# سوره نیلوفر

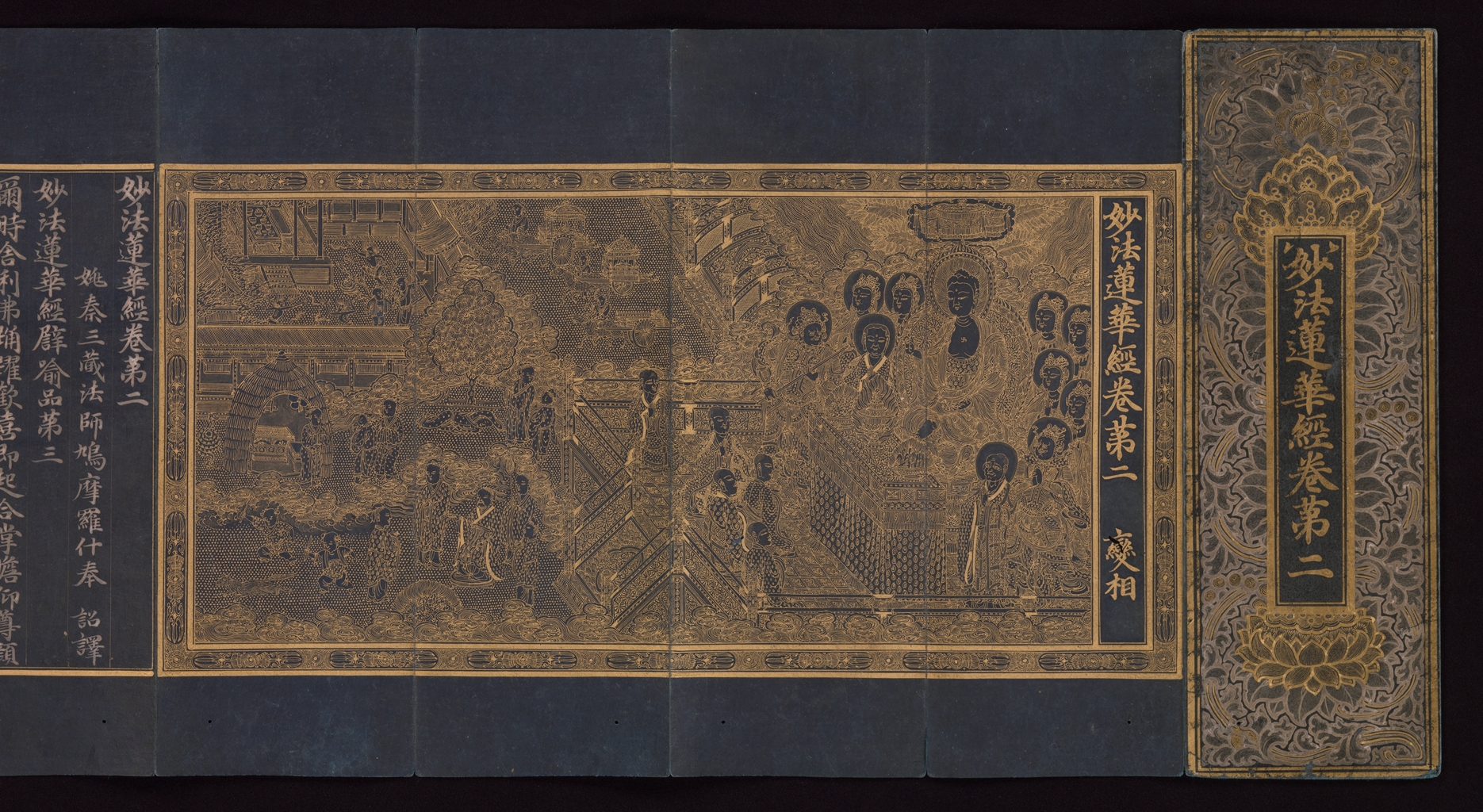
سوره نیلوفر، لوتوس سوترا (سانسکریت: Saddharma Puṇḍarīka Sūtra، انگلیسی: Lotus Sūtra) یکی از مهم‌ترین متون بودایی در شاخه بوداگرایی مهایانه است.

سوره نیلوفر یا سددرمه‌پوندریکه‌سوتره (سانسکریت: Saddharma Puṇḍarīka Sūtra، انگلیسی: Lotus Sūtra) یکی از مهم‌ترین متون بودایی در شاخه بوداگرایی مهایانه ‌است و به‌عنوان متنی دانسته می‌شود که آموزه‌های اصلی شخص بودا را در خود گنجانده است. بودا در این سوره (سوترا) در مورد تجربیاتی که طی پنجاه سال پس از بیدارشدگی (بودا شدن) خود داشته سخن می‌گوید.
سوره نیلوفر آبی در آیین مهایانه محبوبیت زیادی دارد و متن اصلی مکتب‌های تیانتای و بوداگرایی نیچیرن به‌شمار می‌آید.
«سورهٔ نیلوفر» بیست و هفت دفتر دارد.
«سورهٔ نیلوفر» سبک واحدی ندارد؛ نیمی از این کتاب به نثر و نیم دیگر آن به نظم نوشته شده‌است. از این متن، که تاریخ نوشته شدن آن را قرن اول میلادی دانسته‌اند، هفت تا ده ترجمه وجود داشته، که امروزه فقط سه ترجمهٔ آن باقی مانده‌است.